# Bellónidas
Bellónidas es un controvertido término usado por algunos genealogistas desde finales del siglo XX para referirse a los descendientes del legendario conde Bellón I de Carcasona (755-812), algunos de los cuales ejercieron el poder en el condado de Barcelona y en diversas entidades de Occitania durante la Edad Media.

## Término controvertido
Esta definición es defendida por el historiador Armand de Fluvià i Escorsa:

La primera dinastía de los Condes de Barcelona —conocida por la historiografía moderna como "Condes-Reyes" desde la adquisición del Reino de Aragón, a raíz del matrimonio (1134) [sic pro 1137] del Conde de Barcelona Ramón Berenguer IV con la Reina Petronila de Aragón—, que abarca del Conde Sunifredo I (834-848) a su decimosexto nieto, el Conde-Rey Martín I (1396-1410), es conocida con el nombre de «Bellónida» o de «los Bellónidas» por ser Bellón I, Conde de Carcasona († antes de 812), la estirpe o el genearca del linaje.
Armand de Fluvià i Escorsa, «Títulos creados por los monarcas catalanes de la dinastía bellónida (1148-1410)», Hidalguía, vol. XLIII, 1995, pp. 161-67. Tomado de Alberto Montaner Frutos, El señal del rey de Aragón: Historia y significado, Zaragoza, Institución «Fernando el Católico», 1995, pp. 28-29. ISBN 84-7820-283-8

En el mismo número de la revista Hidalguía, donde fue publicado el trabajo de Fluvià, Vicente de Cuéllar cuestiona tanto los términos utilizados como el fondo de la tesis del artículo de Armand de Fluvià.
En sus investigaciones, Ramón de Abadal identifica a Bellón como el padre de Oliba I de Carcasona y de Sunifredo I, el padre de Wifredo el Velloso, primer conde hereditario de Barcelona, por lo que una parte de la historiografía moderna denominaría a sus descendientes "bellónidas". 
En desacuerdo con estas consideraciones se encuentran historiadores como Montaner Frutos:

[...] la historiografía medieval desconoce por completo al conde Bellón. Está ausente de la amplísima Estoria de España o Primera Crónica General de Alfonso X el Sabio y de la Crónica de San Juan de la Peña, que [...] comienza su genealogía condal con Guifredo, padre de Guifredo el Velloso. Lo mismo sucede en la [...] Crónica (ca. 1380-1383) de [Juan] Doménech y en el rollo genealógico de Poblet (ca. 1396-1409). Todavía el docto Zurita ignoraba su existencia. Así que mal se podría hablar de una «dinastía bellónida» [...]
Montaner Frutos, op. cit., pp. 28-29.

## Origen de un extenso árbol genealógico
Tras la descomposición del reino hispanovisigodo a principios del siglo VIII, como resultado de la invasión de la península ibérica por las fuerzas del califato de los Omeyas, la expansión de éstas hacia el norte transpirenáico, en tierras de Aquitania y Septimania, provocó su enfrentamiento directo con el Imperio Franco donde fue adoptada en un primer tiempo, una política de contención mediante la creación de Marcas, territorios fronterizos a imagen de los antiguos limes romanos, organizados según las costumbres francas en diferentes condados y señoríos. En el ámbito mediterráneo, el resultado de esta política fue una elevada fragmentación del poder que se mantuvo hasta principios del siglo XIII y que favoreció la adopción por parte de las familias nobiliarias, de estrategias particulares matrimoniales que buscaban la consolidación de sus dominios mediante alianzas cuidadosamente seleccionadas.
Este contexto es aprovechado por investigadores como Martin Aurell, para formular la hipótesis de que el conde Bellón I de Carcasona habría logrado emparentar a sus descendientes con los de Guillermo I de Tolosa, llamados también "guillaumidas", primo de Carlomagno, y Kunigunda, miembro de la vieja nobleza visigoda. Hacia principios del siglo X, los condados orientales de la Marca Hispánica, Carcasona y Rasez habrían estado gobernados por descendientes de Bellón I, lo que habría favorecido la cogobernancia y el espíritu solidario de "clan", aunque a cambio de una excesiva exposición a los riesgos de la endogamia.
Entre 930 y 1080, a medida que avanzaba la expansión de los condes catalanes hacia el interior de la Península y se incrementaban sus intereses e intercambios con otras dinastías hispanas, las alianzas mediante exogamia e hipergamia fueron predominantes. Los matrimonios de las damas de la Casa de Barcelona fueron entonces cruciales para ampliar la descendencia hacia Castilla, Occitania, Sicilia e incluso Borgoña.

## Dinastías
Según los defensores de la teoría bellónida, entre los títulos que ostentaron miembros de este linaje pueden citarse:
- Reyes de Aragón, Valencia, Mallorca y Sicilia.
- Duques de Aquitania y condes de Auvernia[6] (Guillermo II el Joven y su hermano Acfredo (926-27))
- Condes de Barcelona, Carcasona, Razès, Conflent, Ampurias, Urgel, Pallars, Ribagorza, Besalú, Cerdaña, Rosellón y Provenza.
- Señores de Montpelier.